# フィンブルの冬
フィンブルの冬（フィンブルのふゆ、古ノルド語: Fimbulvetr、英語: Fimbulwinter）は、北欧神話における世界の終わりである「ラグナロク」が差し迫った、その前兆となる出来事である。フィンブルヴェト、またはフィンブルヴェトル、フィムブルヴェトとも呼ばれる。

## 神話におけるフィンブルの冬
『スノッリのエッダ』第一部『ギュルヴィたぶらかし』第51章によると、フィンブルの冬は、夏が少しも間に挟まれることなく3度の冬（風の冬、剣の冬、狼の冬）が続き、しかもあらゆる方向から雪が吹き付ける。この間に、数えきれない戦乱があり、兄弟同士が殺し合う。
接頭辞 fimbul は、「大いなる」「大きな」("the great/big")を意味する。
したがって、語の適切な訳語は「大いなる冬」("the great winter")である。

## 気候史からみたフィンブルの冬
神話のこの独特な部分が、650年頃、北欧青銅器時代(en:Nordic Bronze Age)の終わりに北欧地域を襲った気候変動に関連を持つかどうか、一般に知られたいくつかの推測がある。
この気候変動の前の北欧地域は、今よりもかなり暖かかった。
スウェーデン・デンマーク・ノルウェーや他の北欧の国では、fimbulvinter という語はまた、口語で時々、異常に寒く厳しい冬を言い表すのに使われている。